# Cicadella viridis
Cicadella viridis, é uma espécie de cigarrinha da família Cicadellidae subfamília Cicadellinae.

## Distribuição
Está presente em maior parte da Europa, no Paleártico, Neártico e Sudeste Asiático. 

## Descrição
Os machos adultos de Cicadella viridis podem atingir os 5,7-7 milímetros e as fêmeas podem ter 7,5-9 milímetros.  A cabeça é amarela com dois pontos pretos perto dos olhos compostos. As fêmeas apresentam asas verde-azuladas enquanto que os machos possuem asas azuis ou azuis escuras (dimorfismo sexual). As larvas são amareladas com duas listras escuras que vão desde a cabeça ao fim do abdómen.

## Biologia
São espécies polífagas, alimentando-se da seiva de várias plantas herbáceas, principalmente de Juncaceae, Poaceae e Cyperaceae.